# Pontgibaud
Pontgibaud település Franciaországban, Puy-de-Dôme megyében. Lakosainak száma 715 fő (2022. január 1.). Pontgibaud Saint-Ours, Bromont-Lamothe és Saint-Pierre-le-Chastel községekkel határos.

## Népesség
A település népességének változása:
| Lakosok száma | 705  | 738  | 774  | 756  | 761  | 762  | 746  | 731  | 715  |
|               | 2013 | 2015 | 2016 | 2017 | 2018 | 2019 | 2020 | 2021 | 2022 |